# Comuna Todireni, Botoșani
Todireni este o comună în județul Botoșani, Moldova, România, formată din satele Cernești, Florești, Gârbești, Iurești și Todireni (reședința). Se află la confluența râul Sitna în Jijia.
Comuna Todireni este situată în partea de sud–est a județului Botoșani, pe teritoriul căreia se intersectează următoarele coordonate geografice: paralela de 47°37'36" latitudine nordică cu meridianul de 27°6'38" longitudine estică.

## Istorie

### Preistorie
Așa cum se precizează și în P.A.T.J. Botoșani, repartiția și evoluția în teritoriu a rețelei de localități, în ansamblu, este rezultatul unui complex de condiții naturale și social - economice din diferite etape istorice.
Așezările rurale au evoluat în principal sub acțiunea factorilor social - economici, dar s-au dezvoltat și sub influența mediului natural, a localizării în raport cu posibilitățile de alimentare cu apă, cu existența unor resurse (lemn, piatră, loc de cultivat și de pășunat), a unor microclimate de adăpostire, a terenurilor prielnice pentru extinderea vetrelor, etc.
Dovezile identificate pe teritoriul comunei Todireni atestă vechimea acestei așezări. În urma săpăturilor arheologice efectuate pe teritoriul comunei s-au descoperit urme ale culturii materiale din cele mai vechi timpuri, adică din perioada preistorică: de pildă, în punctul "LA POD" - situat în apropierea podului de pe Sitna, lângă mira de nivel au fost scoase la iveală câteva piese de silex, lame, etc. atribuite paleoliticului superior.
În punctul " Curtea Veche", "La Curte" sau "Lutăria De La Școală" situat în partea de est, sud-est de satul Todireni, pe o terasă de 5m între Sitna și Jijia au fost găsite resturi de ceramică, chirpici ars, cărbuni, cenușă și oase de animale, de asemenea piese de silex și fragmente ceramice aparținând culturii Cucuteni, fazele A, A-3 și B1 în asociere cu fragmente de ceramică de tip Cucuteni - C. Tot în acest punct s-au găsit fragmente ceramice aparținând epocii fierului, epoca migrațiilor secolul III-IV e.n., feudalismului dezvoltat și târziu secolul XIV XVI și secolul XVII - XIX.
În punctele "Dealul Depozitelor" în dreptul cantonului C.F.R. și "Dealul Curții" situat în partea de sud a satului Cernești, stânga văii Sitnei, s-au descoperit: o ceașcă de lut cu două toarte aparținând culturii Nouă și o așezare cu fragmente de ceramică aparținând epocii bronzului.
În dreptul podului de peste pârâul Cozancea pe partea dreaptă a șoselei Lunca - Todireni s-a descoperit o așezare de unde s-au cules bucăți de chirpici și lipitură, fragmente de ceramică aparținând epocii fierului (Hallstatului târziu), s-au găsit oase de animale și o piesă de silex.
De asemenea, s-au scos la iveală fragmente ceramice atribuite celei de-a doua epoci a fierului și fragmente ce aparțin începutului migrațiunii popoarelor - secolul III-IV e.n. În punctul "MALUL NEGRU" la 0,7 km față de satul Todireni, în albia majoră a râului Jijia s-a descoperit o necropolă din secolul IV e.n.
În urma săpăturilor arheologice efectuate de I. Ioniță în anii 1967 și 1968 s-au scos la iveală cinci morminte (4 de inhumație și 1 de incinerație) și s-au găsit obiecte de ceramică, pahare de sticlă și un pieptene de os. În anii 1955-1957 la Lutăria de la școală se semnalează prezența unui mormânt distrus unde era depus un schelet uman flancat de resturile a două schelete de cal. Din alt mormânt distrus au fost recuperate fragmente din bronz care după V. Spinei datează din secolul X-XI și aparțin unui grup turanic (pecenegilor sau uzilor).
În concluzie, principalele vestigii arheologice datează din: Paleoliticul superior, Cultura Cucuteni, sfârșitul epocii bronzului (Cultura Noua), Epoca fierului (Hallstatt târziu - La Tene timpuriu), Epoca migrațiilor (sec. IV și IX-X).
Sunt dovezi și din perioada de trecere la feudalism. În punctul Lutăria de la școală, pe terasa din stânga Sitnei s-au observat 4 gropi în formă de pâlnie și fragmente ceramice de culoare cenușie cu decor ionizat atribuite culturii materiale din secolul IV-V. În punctul "BORCILA" situat la vest de satul Cernești (Siliștea) pe partea stângă a văii Sitna s-au cules bucăți de chirpici ars, fragmente de teracotă acoperită cu smalț și decorate cu motive în relief aparținând perioadei de început a feudalismului dezvoltat (secolul XIV-XV) și fazei de mijloc (secolul XVI-XVII). Punctul "Curtea veche" unde s-au descoperit fragmente ceramice din secolul XIV-XVII reprezintă vatra vechiului sat Todireni. Denumirea veche a satului era TODIREȘTI sau TODIREANI.

### Principatul Moldovei
Atestare documentară: - 4 ianuarie 1523, când Ștefăniță Voievod întărește uric urmașilor lui Tăbuci din Boian pentru un schimb de sate, printre care și a treia parte din Toderești, în zăpodie, la Jijia.
Cel mai vechi document istoric scris care amintește despre Todireni, datează din anul 1591, din timpul domniei lui Petru Voievod, domn al Moldovei.
Al doilea document este un "zapis" de vânzare, prin care Lupul și Ion ficiorii lui Cucută vând cu 60 taleri lui Pătrașcu Udrea partea lui din Todireni, din 22 ghenar 7139 (1631). Iar cel de-al treilea document istoric scris prin care: "Moise Moghilă Vodă întărește din nou ieromonahului Silion și verilor săi satul Todireni, pe Sitna din 9 ghenar 7142 (1634).
Alături de Todireni, satul Cernești are cam aceeași vechime fiind o veche așezare răzășească iar celelalte sunt de dată mai recentă. În secolul XVII-XVIII se intensifică exploatarea țăranilor și procesul de transformare al țăranilor în iobagi, timp când țăranii din Todireni devin iobagi pe moșia boierului Sturza. Ei vor trece împreună cu moșia Todirenilor în proprietatea Euforiei spitalului Sf. Spiridon din Iași. Moșia va fi dată unor arendași străini care au intensificat și mai mult exploatarea țăranilor din satele comunei Todireni: de pildă, țăranii din satele Cernești și Iurești erau iobagi pe moșia arendașului Codrescu. Intensificarea exploatării țăranilor se accentuează și mai mult ca urmare a pătrunderii capitalismului în agricultură.

### Regatul României
Reforma agrară din anul 1864 s-a răsfrânt negativ asupra situației țăranilor, constituind în același timp un factor de ascuțire a relațiilor dintre moșieri și țărani. În Moldova existau 1792 proprietăți între 100ha - peste 5000ha. Ca urmare a exploatării nemiloase a țăranilor au izbucnit numeroase mișcări sociale în rândul locuitorilor comunei, culminând cu participarea lor la răscoala din 1907. Ea a fost deosebit de puternică mai ales în satul Todireni unde țăranii s-au ridicat împotriva arendașului Kauffman. În preajma răscoalei "se înmulțesc acțiunile petiționare ale țărănimii, printre care și în Todireni", iar în ziua de 6 martie 1907 curțile cu tot avutul lor de pe moșiile Todireni sunt devastate. În anul 1967, la școala generală din satul Todireni a fost pusă o placă comemorativă care evocă evenimentele din primăvara anului 1907. Tot pentru a cinsti memoria celor căzuți în timpul celor două războaie mondiale s-a ridicat un monument care se găsește în curtea bisericii din satul Todireni și cuprinde numelor celor căzuți pentru eliberarea țării de sus dominația fascistă.
După anul 1907 fosta cancelarie a arendașului devine cancelaria "Obștii Cuza Vodă - Todireni ca urmare a dorinței de libertate și mai ales de pământ a fost crearea acestei obști, printre primele din țară dar va intra curând sub conducerea totală a chiaburimii. Acest lucru va duce la sărăcirea și mai mult a țăranilor, în același timp chiaburii din satele comunei se vor înmulți și îmbogăți. Reforma agrară din iulie 1921 nu schimbă cu aproape nimic situația țăranilor din Todireni, mai mult, nici nu se terminase lucrările de împroprietărire și o parte din țărani au fost nevoiți să vândă parțial sau total lotul de pământ primit, motivul fiind în special lipsa mijloacelor necesare, dar și a unui capital.
Cele două războaie mondiale au adâncit și înrăutățit situația țăranilor din satele comunei Todireni. Rechizițiile de animale pentru armată, impozitele mari impuse țăranilor, prestațiilor în muncă, etc. au dus la creșterea numerică a țăranilor săraci și agravarea situației lor, a scăzut numărul țăranilor mijlocași, consolidându-se în același timp o pătură de chiriași care exploatau nemilos familiile celor plecați în război. Pentru România, pentru români în speță pentru locuitorii comunei Todireni actul de la 23 august 1944 are o importanță deosebită, o adevărată cotitură pentru viitor.

### 1947-1989
România a intrat în sfera influenței sovietice și a permis astfel ascensiunea comuniștilor pentru preluarea puterii în stat. Evenimentele s-au petrecut rapid: 6 martie instaurarea guvernului condus de dr. Petru Groza, (octombrie) noiembrie 1946 au loc alegerile parlamentare, 30 decembrie 1947 proclamarea republicii (iunie 1948), naționalizarea principalelor mijloace de producție, transformare socialistă a agriculturii, martie 1948 etc. Începând cu anul 1949 s-a demarat acțiunea de înscriere în gospodăriile agricole colective (G.A.C.), cei care refuzau trebuiau să suporte un adevărat război declanșat de autoritățile comuniste. Bătăile, schingiuirile, deportările și închisoarea au constituit principalele metode ale așa numitului " proces de transformare socialistă a agriculturii. Colectivizarea s-a încheiat după 13 ani de ofensivă asupra satelor românești. În toamna anului 1949 țăranii din satul Iurești au "hotărât" să-și unească "averile" și eforturile constituind prima cooperativă agricolă de producție, în anul 1950 a urmat ce-a de-a doua în satul Todireni, iar în anul 1952 se formează a treia care cuprindea locuitorii satelor Cernești și Gârbești
În concluzie, menționăm că actuala rețea de localități este rezultatul unui proces istoric, desfășurat în timp, care atestă continuitatea de locuire a acestui teritoriu din cele mai vechi timpuri.

## Geografie
În prezent, comuna Todireni are o suprafață administrativă de aproximativ 5980 ha, fiind alcătuită din 5 sate: Todireni, Cernești, Iurești, Gârbești și Florești. Comuna este străbătută de râul Jijia, cu numeroșii săi afluenți și râul Sitna.

## Demografie
Componența etnică a comunei Todireni
     Români (92,28%)
     Romi (1,88%)
     Alte etnii (0,3%)
     Necunoscută (5,53%)
Componența confesională a comunei Todireni
     Ortodocși (86,42%)
     Penticostali (7,6%)
     Alte religii (0,33%)
     Necunoscută (5,65%)
Conform recensământului efectuat în 2021, populația comunei Todireni se ridică la 3.344 de locuitori, în creștere față de recensământul anterior din 2011, când fuseseră înregistrați 3.323 de locuitori. Majoritatea locuitorilor sunt români (92,28%), cu o minoritate de romi (1,88%), iar pentru 5,53% nu se cunoaște apartenența etnică. Din punct de vedere confesional, majoritatea locuitorilor sunt ortodocși (86,42%), cu o minoritate de penticostali (7,6%), iar pentru 5,65% nu se cunoaște apartenența confesională.

## Politică și administrație
Comuna Todireni este administrată de un primar și un consiliu local compus din 13 consilieri. Primarul, Petru Toma[*], de la Partidul Social Democrat, este în funcție din 2008. Începând cu alegerile locale din 2024, consiliul local are următoarea componență pe partide politice:
|  | Partid                          | Consilieri | Componența Consiliului | Componența Consiliului | Componența Consiliului | Componența Consiliului | Componența Consiliului | Componența Consiliului | Componența Consiliului |
|  | ------------------------------- | ---------- | ---------------------- | ---------------------- | ---------------------- | ---------------------- | ---------------------- | ---------------------- | ---------------------- |
|  | Partidul Social Democrat        | 7          |                        |                        |                        |                        |                        |                        |                        |
|  | Partidul Național Liberal       | 5          |                        |                        |                        |                        |                        |                        |                        |
|  | Alianța pentru Unirea Românilor | 1          |                        |                        |                        |                        |                        |                        |                        |

## Personalități născute aici
- Gelu Tofan (1960-2021), om de afaceri;
- Maria Baciu (n. 1942), poetă;
- Bordea Catalin (n. 1984), comediant;
- Dorin Dron (1920 - 1994), actor, regizor;
- Gheorghe Mihai Coron (1938 - 2020), pictor;